# Нурисов, Ильмир Ильнурович
Ильмир Ильнурович Нурисов (род. 5 августа 1996, Набережные Челны, Татарстан, Россия) — российский футболист, полузащитник.

## Карьера

### Клубная
Воспитанник московской спортшколы «Чертаново». В 2013 году попал в молодёжную команду «Кубани». За основу команды дебютировал 23 сентября 2015 года в матче 1/16 финала Кубка России против «Шинника» (2:1), в котором сумел отличиться забитым мячом. В июле 208 года подписал контракт с «Урожаем». В марте 2019 года перешёл в клуб белорусской Высшей лиги «Витебск», в составе которого стал финалистом Кубка Белоруссии. Дебютировал в элитном дивизионе 5 апреля в матче против «Городеи» (1:1), заменив на 89-й минуте Артёма Старогородского.
В сезоне 2021/22 защищал цвета «Нефтехимика». Летом 2023 года пополнил ряды пензенского «Зенита».

### В сборной
Выступал за юношескую сборную России на чемпионате мира 2013 года в ОАЭ. Через два года в её составе стал серебряным призером чемпионата Европы в Греции.

## Достижения
- Финалист Кубка Белоруссии: 2018/19